# 李杜 (萬曆丁丑進士)
李杜（1548年—？），字漢卿，直隸廣平府肥鄉縣人，民籍，明朝政治人物。

## 生平
萬曆元年（1573年）癸酉科順天府鄉試第三十一名，萬曆五年（1577年）丁丑科會試第一百四十八名，登三甲第一百三十九名進士。授山西孝义县知县。擢升吏部主事、员外郎，十三年五月升河南布政司左参议，十五年六月升湖广副使，遷河南右参政，二十一年二月升湖广按察使，二十二年十二月升江西右布政使。

## 家族
曾祖李資；祖父李澤；父李佃。母石氏；繼母侯氏。慈侍下。兄李松。

## 軼事
癸酉順天鄉試有兩位李杜，另一位李杜，廣平府永年縣人，一百十五名，萬曆甲戌進士。